# Calvarius rapidus
Calvarius rapidus — вид птахотазових динозаврів з групи орнітопод (Ornithopoda), що існував в Європі наприкінці крейди (66 млн років тому).

## Скам'янілості
Рештки динозавра виявлені у 2019 році в місцевості Пальярс-Хусса у відкладеннях формації Таларн у Каталонії на північному сході Іспанії.

## Етимологія
Назва роду Calvarius відноситься до пагорба Серрат-дель-Кальварі, поруч з яким виявлені рештки динозавра. Також назва є похідною від каталонського «calvari» («страждання»), натякаючи на хроностратиграфічну близькість до події крейдово-палеогенового вимирання. Назва виду rapidus на латині означає «швидкий» , посилаючись на ймовірні рухові адаптації цієї тварини.